# Liste des produits dérivés de Bob l'éponge
 (février 2024).

Depuis sa première diffusion, la série d'animation américaine Bob l'éponge est adaptée en une série de produits dérivés incluant DVD, albums, jeux vidéo, livres, jouets… Les dates de commercialisation et les titres de chaque produit proviennent initialement des États-Unis.

## DVD

### Par saison
| DVD                             | DVD                                    | Date de commercialisation | Date de commercialisation | Date de commercialisation |
| DVD                             | DVD                                    | Zone 1                    | Zone 2                    | Zone 4                    |
| ------------------------------- | -------------------------------------- | ------------------------- | ------------------------- | ------------------------- |
|                                 | Première saison intégrale (1999-2000)  | 28 octobre 2003           | 7 novembre 2005           | 30 novembre 2006          |
|                                 | Deuxième saison intégrale (2000-2003)  | 1er octobre 2004          | 23 octobre 2006           | 30 novembre 2006          |
|                                 | Troisième saison intégrale (2001-2004) | 27 septembre 2005         | 3 décembre 2007           | 8 novembre 2007           |
|                                 | Saison 4 - Volume 1 (2005-2006)        | 12 Septembre 2006         | 3 novembre 2008           | 7 novembre 2008           |
| Saison 4 - Volume 2 (2006-2007) | 9 janvier 2007                         |                           | 3 novembre 2008           | 7 novembre 2008           |
|                                 | Saison 5 - Volume 1 (2007)             | 4 septembre 2007          | 16 novembre 2009          | 7 décembre 2009           |
| Saison 5 - Volume 2 (2007-2009) | 18 novembre 2008                       |                           | 16 novembre 2009          | 7 décembre 2009           |
|                                 | Saison 6 - Volume 1 (2008-2009)        | 9 décembre 2009           | 29 novembre 2010          | 2 décembre 2010           |
| Saison 6 - Volume 2 (2008-2010) | 9 Décembre 2010                        |                           | 29 novembre 2010          | 2 décembre 2010           |
|                                 | Saison 7 (2009-2011)                   | 9 décembre 2011           | —                         | —                         |

### VHS
- Nautical Nonsense (12 mars 2002)
- Sponge Buddies (12 mars 2002)
- Halloween (27 août 2002)
- Sea Stories (5 novembre 2002)
- Bikini Bottom Bash (28 janvier 2003)
- Deep Sea Sillies (28 janvier 2003)
- The Sponge Who Could Fly (4 mars 2003)
- Anchors Away (4 mars 2003)
- Laugh Your Pants Off (29 juillet 2003)
- Sponge-A-Rama (29 juillet 2003)
- Christmas (30 septembre 2003)
- The Seascape Capers (6 janvier 2004)
- SpongeBob Goes Prehistoric (9 mars 2004)
- The Algae's Always Greener (1er juin 2004)
- Sponge for Hire (2 novembre 2004)
- Pizza Delivery (4 janvier 2005)
- Fear of a Krabby Patty (24 mai 2005)
- Absorbing Favorites (20 septembre 2005)
- Where's Gary? (15 novembre 2005)
- Lost in Time (21 février 2006)

### DVD Nicktoons
- Nicktoons Halloween (26 août 2003)
- Nicktoons Christmas (30 septembre 2003)
- Nick Picks Volume 1 (28 juin 2005)
- Nick Picks Volume 2 (6 septembre 2005)
- Nick Picks Volume 3 (10 janvier 2006)
- Nick Picks Volume 4 (7 mars 2006)
- Nick Picks Holiday (26 décembre 2006)
- Nick Picks Volume 5 (13 février 2007)

### VHS Nicktoons
- Nickelodeon Super Toons (2002)
- Nickstravaganza (2003)

## Jeux

### Jeux vidéo
| Titre                                                             | Date              | PlayStation | PlayStation 2 | Xbox | Nintendo GameCube | Xbox 360 | Nintendo Wii | Game Boy Color | Game Boy Advance | Nintendo DS | PlayStation Portable | Microsoft Windows | Mac OS | Mobile/téléphone | Nintendo 3DS | iOS | PlayStation 3 |  |
| ----------------------------------------------------------------- | ----------------- | ----------- | ------------- | ---- | ----------------- | -------- | ------------ | -------------- | ---------------- | ----------- | -------------------- | ----------------- | ------ | ---------------- | ------------ | --- | ------------- |  |
| Nicktoons Racing                                                  | 24 juillet 1999   | ✔           |               |      |                   |          |              | ✔              | ✔                |             |                      | ✔                 |        |                  |              |     |               |  |
| Bob l'éponge : Operation Krabby Patty                             | 28 septembre 2001 |             |               |      |                   |          |              |                |                  |             |                      | ✔                 |        |                  |              |     |               |  |
| Bob l'éponge : Legend of the Lost Spatula                         | 15 mars 2001      |             |               |      |                   |          |              | ✔              |                  |             |                      |                   |        |                  |              |     |               |  |
| Bob l'éponge : SuperSponge                                        | 5 novembre 2001   | ✔           |               |      |                   |          |              |                | ✔                |             |                      |                   |        |                  |              |     |               |  |
| Bob l'éponge : Revenge of the Flying Dutchman                     | 21 novembre 2002  |             | ✔             |      | ✔                 |          |              |                | ✔                |             |                      |                   |        |                  |              |     |               |  |
| Bob l'éponge : Employee of the Month                              | 2 octobre 2002    |             |               |      |                   |          |              |                |                  |             |                      | ✔                 |        |                  |              |     |               |  |
| Nickelodeon Party Blast                                           | 15 janvier 2002   |             |               | ✔    | ✔                 |          |              |                |                  |             |                      | ✔                 |        |                  |              |     |               |  |
| Bob l'éponge : Bataille pour Bikini Bottom                        | 10 novembre 2003  |             | ✔             | ✔    | ✔                 |          |              |                | ✔                |             |                      | ✔                 |        |                  |              |     |               |  |
| SpongeBob SquarePants Collapse                                    | 4 mars 2003       |             |               |      |                   |          |              |                |                  |             |                      | ✔                 |        |                  |              |     |               |  |
| SpongeBob SquarePants Darts                                       | 8 octobre 2003    |             |               |      |                   |          |              |                |                  |             |                      | ✔                 |        | ✔                |              |     |               |  |
| SpongeBob SquarePants: Game Boy Advance Video Volumes 1, 2, and 3 | 1er janvier 2004  |             |               |      |                   |          |              |                | ✔                |             |                      |                   |        |                  |              |     |               |  |
| Nicktoons Collection: Game Boy Advance Video Volumes 1, 2, and 3  | 19 septembre 2004 |             |               |      |                   |          |              |                | ✔                |             |                      |                   |        |                  |              |     |               |  |
| SpongeBob SquarePants Bowling                                     | 1er novembre 2004 |             |               |      |                   |          |              |                |                  |             |                      |                   |        | ✔                |              |     |               |  |
| Nicktoons Basketball                                              | 24 septembre 2004 |             |               |      |                   |          |              |                |                  |             |                      | ✔                 |        |                  |              |     |               |  |
| Bob l'éponge et ses amis : La Photo en délire                     | 26 juillet 2006   |             |               |      |                   |          |              |                | ✔                |             |                      |                   |        |                  |              |     |               |  |
| Bouge ! avec : Bob l'éponge et ses amis                           | 9 décembre 2004   |             | ✔             |      |                   |          |              |                |                  |             |                      |                   |        |                  |              |     |               |  |
| Bob l'éponge, le film                                             | 6 février 2005    |             | ✔             | ✔    | ✔                 |          |              |                | ✔                |             |                      | ✔                 | ✔      | ✔                |              |     |               |  |
| SpongeBob SquarePants: 3D Obstacle Odyssey                        | 12 janvier 2005   |             |               |      |                   |          |              |                |                  |             |                      | ✔                 |        |                  |              |     |               |  |
| Bob l'éponge : Silence on tourne !                                | 17 octobre 2005   |             | ✔             | ✔    | ✔                 |          |              |                | ✔                |             |                      | ✔                 |        |                  |              |     |               |  |
| Nicktoons Unite!                                                  | 15 août 2005      |             | ✔             |      | ✔                 |          |              |                | ✔                | ✔           |                      |                   |        |                  |              |     |               |  |
| Bob l'éponge : Super Vengeur !                                    | 9 novembre 2005   |             |               |      |                   |          |              |                |                  | ✔           | ✔                    |                   |        |                  |              |     |               |  |
| Nicktoons Winners Cup Racing                                      | 8 janvier 2006    |             |               |      |                   |          |              |                |                  |             |                      | ✔                 |        |                  |              |     |               |  |
| SpongeBob SquarePants: Nighty Nightmare                           | 7 mars 2006       |             |               |      |                   |          |              |                |                  |             |                      | ✔                 |        |                  |              |     |               |  |
| Bob l'éponge et ses amis : Un pour tous, tous pour un !           | 16 octobre 2006   |             | ✔             |      | ✔                 |          | ✔            |                | ✔                | ✔           |                      |                   |        |                  |              |     |               |  |
| Bob l'éponge et ses amis : Attaque sur l'île du volcan            | 30 octobre 2006   |             | ✔             |      | ✔                 |          |              |                | ✔                | ✔           |                      |                   |        |                  |              |     |               |  |
| SpongeBob SquarePants Diner Dash                                  | 18 décembre 2006  |             |               |      |                   |          |              |                |                  |             |                      | ✔                 | ✔      | ✔                |              |     |               |  |
| Bob l'éponge : Bulle en Atlantide                                 | 12 novembre 2007  |             | ✔             |      |                   |          | ✔            |                | ✔                | ✔           |                      |                   |        |                  |              |     |               |  |
| Bob l'éponge et ses amis contre les robots-jouets                 | 20 octobre 2007   |             | ✔             |      |                   |          | ✔            |                | ✔                | ✔           |                      |                   |        |                  |              |     |               |  |
| Bob l'éponge : Underpants Slam!                                   | 19 décembre 2007  |             |               |      |                   | ✔        |              |                |                  |             |                      |                   |        |                  |              |     |               |  |
| SpongeBob SquarePants: Monopoly                                   | 26 mai 2008       |             |               |      |                   |          |              |                |                  |             |                      | ✔                 |        |                  |              |     |               |  |
| Drawn to Life                                                     | 15 septembre 2008 |             |               |      |                   |          |              |                |                  | ✔           |                      |                   |        |                  |              |     |               |  |
| SpongeBob SquarePants: The Game of Life                           | 21 mars 2008      |             |               |      |                   |          |              |                |                  |             |                      | ✔                 |        |                  |              |     |               |  |
| Bob l'éponge et ses amis : L'Ultime Alliance                      | 20 octobre 2008   |             | ✔             |      |                   |          | ✔            |                |                  | ✔           |                      |                   |        |                  |              |     |               |  |
| Bob l'éponge : Friture en folie                                   | 17 avril 2009     |             |               |      |                   |          |              |                |                  | ✔           |                      |                   |        |                  |              |     |               |  |
| SpongeBob's Truth or Square                                       | 26 octobre 2009   |             |               |      |                   | ✔        | ✔            |                |                  | ✔           | ✔                    |                   |        |                  |              |     |               |  |
| Bob l'éponge : Boating Bash                                       | 2 mars 2010       |             |               |      |                   |          | ✔            |                |                  | ✔           |                      |                   |        |                  |              |     |               |  |
| SpongeBob for iOS                                                 | 19 septembre 2010 |             |               |      |                   |          |              |                |                  |             |                      |                   |        |                  |              | ✔   |               |  |
| Bob l'éponge : La Grande Art-venture                              | 25 avril 2011     |             |               |      |                   |          | ✔            |                |                  |             |                      |                   |        |                  | ✔            |     |               |  |
| Nicktoons MLB                                                     | 1er octobre 2011  |             |               |      |                   | ✔        | ✔            |                |                  | ✔           |                      |                   |        |                  | ✔            |     |               |  |
| SpongeBob Dinner Dash                                             | 6 mai 2011        |             |               |      |                   |          |              |                |                  |             |                      |                   |        |                  |              | ✔   |               |  |
| Bob l'éponge : Surf and Skate Roadtrip                            | 21 novembre 2011  |             |               |      |                   | ✔        |              |                |                  | ✔           |                      |                   |        |                  |              |     |               |  |
| SpongeBob's Super Bouncy Fun Time                                 | 11 avril 2012     |             |               |      |                   |          |              |                |                  |             |                      |                   |        |                  |              | ✔   |               |  |

### Jeux de cartes et société
- Monopoly Édition Bob l'éponge
- Uno
  - SpongeBob SquarePants
  - SpongeBob SquarePants: Special Edition
  - SpongeBob SquarePants: Lost in Time
- Destins Édition Bob l'éponge Bikini Bottom
- Le pendu Édition Bob l'éponge
- Ants in the Pants Édition Bob l'éponge
- Docteur Maboul Édition Bob l'éponge
- Puissance 4 Édition Bob l'éponge
- Sorry! SpongeBob SquarePants Edition
- Cranium SpongeBob SquarePants
- SpongeBob SquarePants : Memory
- SpongeBob SquarePants Game
  - Great Jellyfish Escape
  - A Wacky Race to the Krusty Krab
  - The clam catch

### DVD
- SpongeBob SquarePants Fact or Fishy
- Scene It? Nickelodeon Edition

## Albums
- SpongeBob SquarePants: Original Theme Highlights - 14 août 2001[1]
- The SpongeBob SquarePants Movie – Music from the Movie and More... - 9 novembre 2004[2]
- SpongeBob SquarePants: The Yellow Album - 15 novembre 2005[3]
- SpongeBob SquarePants: The Best Day Ever - 12 septembre 2006[4]
- SpongeBob's Greatest Hits - 14 juillet 2009

## Ouvrages
| #  | Titre original                                                            | Date de publication | ISBN                     |
| -- | ------------------------------------------------------------------------- | ------------------- | ------------------------ |
| 1  | SpongeBob SquarePants Joke Book                                           | 1er septembre 2000  | (ISBN 978-0-613-31744-3) |
| 2  | SpongeBob SquarePants Trivia Book                                         | 1er septembre 2000  | (ISBN 978-0-689-84018-0) |
| 3  | Blast Off, Splash Down!                                                   | 26 février 2001     | (ISBN 978-0-307-21692-2) |
| 4  | SpongeBob SquarePants Flip Book                                           | 3 avril 2001        | (ISBN 978-0-689-84465-2) |
| 5  | A Christmas Coral                                                         | 1er juillet 2001    | (ISBN 978-0-307-29055-7) |
| 6  | They Blow Up So Fast                                                      | 14 mai 2002         | (ISBN 978-0-307-27635-3) |
| 7  | Bottom's Up! Jokes from Bikini Bottom                                     | 1er octobre 2002    | (ISBN 978-0-689-85181-0) |
| 8  | SpongeBob Jokepants                                                       | 1er janvier 2003    | (ISBN 978-0-613-58155-4) |
| 9  | Don't Rock the Boat                                                       | Janvier 2003        | (ISBN 978-0-307-10392-5) |
| 10 | Fish Happens!                                                             | 1er septembre 2003  | (ISBN 978-0-689-85996-0) |
| 11 | The SpongeBob SquarePants Oracle                                          | 1er novembre 2003   | (ISBN 978-0-7434-8316-2) |
| 12 | Ready for Laughs!: A Treasury of Undersea Humor                           | 6 janvier 2004      | (ISBN 978-0-689-86782-8) |
| 13 | SpongeBob Pops Up!                                                        | 1er juin 2004       | (ISBN 978-0-689-86328-8) |
| 14 | Grand Prize Winner!                                                       | Juin 2004           | (ISBN 978-1-4127-0144-0) |
| 15 | SpongeBob SpookyPants                                                     | 1er septembre 2004  | (ISBN 978-0-689-87320-1) |
| 16 | SpongeBob Exposed!: The Insider's Guide to SpongeBob SquarePants          | 21 septembre 2004   | (ISBN 978-0-689-86870-2) |
| 17 | SpongeBob's Best Day Ever                                                 | 4 octobre 2004      | (ISBN 978-0-689-86754-5) |
| 18 | SpongeBob's Book of Excuses                                               | 6 janvier 2005      | (ISBN 978-0-689-87211-2) |
| 19 | Wheel of Wishes                                                           | 25 janvier 2005     | (ISBN 978-0-689-87420-8) |
| 20 | Go, Graduate!: All the Best from Bikini Bottom                            | 22 mars 2005        | (ISBN 978-1-4169-0291-1) |
| 21 | Bikini Bottom Riddles                                                     | 22 mars 2005        | (ISBN 978-0-689-87875-6) |
| 22 | SpongeBob SantaPants                                                      | 4 octobre 2005      | (ISBN 978-1-4169-0575-2) |
| 23 | Oh, Barnacles!: SpongeBob's Handbook for Bad Days                         | 25 octobre 2005     | (ISBN 978-1-4169-0641-4) |
| 24 | Jokes from the Krusty Krab                                                | 29 novembre 2005    | (ISBN 978-1-4169-0652-0) |
| 25 | Nautical Nonsense: A SpongeBob Joke Book                                  | 7 mars 2006         | (ISBN 978-1-4169-1316-0) |
| 26 | SpongeBob DetectivePants: The Case of the Missing Spatula                 | 11 juillet 2006     | (ISBN 978-1-4169-1319-1) |
| 27 | SpongeBob PartyPants                                                      | 6 février 2007      | (ISBN 978-1-4169-2776-1) |
| 28 | Yo-Ho-Ha-Ha-Ha!: A Pirate Joke Book                                       | 24 avril 2007       | (ISBN 978-1-4169-3604-6) |
| 29 | Scared Silly!: SpongeBob's Book of Spooky Jokes                           | 7 août 2007         | (ISBN 978-1-4169-4735-6) |
| 30 | The Krabby Patty Special (with Extra Plankton)                            | 28 août 2007        | (ISBN 978-1-4169-3666-4) |
| 31 | SpongeBob RippedPants                                                     | 18 septembre 2007   | (ISBN 978-1-4169-4750-9) |
| 32 | Chuckle and Cringe: SpongeBob's Book of Embarrassing Stories              | 27 novembre 2007    | (ISBN 978-1-4169-4746-2) |
| 33 | Blizzard Buster!: SpongeBob's Book of Frosty Funnies                      | 8 janvier 2008      | (ISBN 978-1-4169-4747-9) |
| 34 | SpongeBob DetectivePants: The Case of the Vanished Squirrel               | 25 mars 2008        | (ISBN 978-1-4352-1163-6) |
| 35 | Spongezilla Attacks!                                                      | 5 août 2008         | (ISBN 978-1-4169-5548-1) |
| 36 | For Singing Out Loud!: SpongeBob's Book of Showstopping Jokes             | 16 décembre 2008    | (ISBN 978-1-4169-5351-7) |
| 37 | SpongeBob Goes Green!: An Earth-Friendly Adventure                        | 6 janvier 2009      | (ISBN 978-1-4169-4985-5) |
| 38 | Good Ideas... and Other Disasters                                         | 24 février 2009     | (ISBN 978-1-4169-6086-7) |
| 39 | My Happy Book: SpongeBob's 10 Happiest Moments                            | 1er septembre 2009  | (ISBN 978-1-4169-8344-6) |
| 40 | SpongeBob's Hearty Valentine                                              | 22 décembre 2009    | (ISBN 978-1-4169-9021-5) |
| 41 | The Eye of the Fry Cook: A Story About Getting Glasses                    | 29 décembre 2009    | (ISBN 978-1-4169-9453-4) |
| 42 | SpongeBob to the Rescue: A Trashy Tale About Recycling                    | 9 mars 2010         | (ISBN 978-1-4169-9592-0) |
| 43 | SpongeBob, Soccer Star!                                                   | 6 avril 2010        | (ISBN 978-1-4169-9445-9) |
| 44 | Crash Course!                                                             | 24 août 2010        | (ISBN 978-1-4424-0173-0) |
| 45 | The Great Patty Caper                                                     | 21 septembre 2010   | (ISBN 978-1-4424-0781-7) |
| 46 | Christmas with Krabby Klaws                                               | 5 octobre 2010      | (ISBN 978-1-4424-0805-0) |
| 47 | Batter Up, SpongeBob!                                                     | 4 janvier 2011      | (ISBN 978-1-4424-1379-5) |
| 48 | Legends of Bikini Bottom                                                  | 4 janvier 2011      | (ISBN 978-1-4424-1340-5) |
| 49 | Where'd It Go?: A Pop-Up Book                                             | 22 février 2011     | (ISBN 978-1-4424-1242-2) |
| 50 | Bring on the Funny!: A Collection of SpongeBob Jokes                      | 26 juillet 2011     | (ISBN 978-1-4424-0187-7) |
| 51 | Behind the Mask!                                                          | 26 juillet 2011     | (ISBN 978-1-4424-2067-0) |
| 52 | SpongeBob's Runaway Road Trip                                             | 30 août 2011        | (ISBN 978-1-4424-2997-0) |
| 53 | The Adventures of Man Sponge and Boy Patrick: Goodness, Man Ray!          | 6 septembre 2011    | (ISBN 978-1-4424-2744-0) |
| 54 | The Adventures of Man Sponge and Boy Patrick: What Were You Shrinking?    | 6 septembre 2011    | (ISBN 978-1-4424-3102-7) |
| 55 | SpongeBob DetectivePants: The Case of the Ruined Sign                     | 6 septembre 2011    | (ISBN 978-1-4424-2861-4) |
| 56 | SpongeBob DetectivePants: The Case of the Lost Shell                      | 6 septembre 2011    | (ISBN 978-1-4424-2833-1) |
| 57 | Go, Team SpongeBob!                                                       | 20 septembre 2011   | (ISBN 978-1-4424-2319-0) |
| 58 | SpongeBob Tees Off                                                        | 24 janvier 2012     | (ISBN 978-1-4424-3617-6) |
| 59 | The Adventures of Man Sponge and Boy Patrick: E.V.I.L. vs. the I.J.L.S.A. | 21 février 2012     | (ISBN 978-1-4424-3584-1) |

## Jouets

### Livres à collectionner
- SpongeBob SquarePants Saves the Day
- SpongeBob SquarePants: Fists of Foam
- SpongeBob SquarePants: The Tour de Bikini Bottom
- SpongeBob SquarePants: Through the Wormhole
- SpongeBob SquarePants: The Clam Prix
- SpongeBob SquarePants: Salty Sea Stories

### Lego
| Item # | Titre                            | Commercialisé    | Mini-figurines incluses                                                                                    | Nb de pièces |
| ------ | -------------------------------- | ---------------- | --- | ------------ |
| 3815   | Heroic Heroes of the Deep        | 27 juin 2011     | Bob l'éponge (costume de superhéros), Patrick (costume de bras-droit), Sheldon Plankton                    | 95           |
| 3816   | Glove World                      | 27 juin 2011     | Bob l'éponge, Patrick, Sandy (en costume)                                                                  | 169          |
| 3817   | The Flying Dutchman              | 15 janvier 2012  | Bob l'éponge (pirate), Patrick (Pirate), Le Hollandais volant                                              | 241          |
| 3818   | Bikini Bottom Undersea Party     | 6 février 2012   | Bob l'éponge, Patrick (DJ, et lunettes de soleil), Madame Puff (portant une fleur), Carlo Tentacules, Gary | 471          |
| 3825   | The Krusty Krab                  | 7 septembre 2006 | Bob l'éponge, Carlo Tentacules, Mr. Krabs, Sheldon Plankton                                                | 295          |
| 3826   | Build-A-Bob                      | 28 novembre 2006 | Sheldon Plankton                                                                                           | 445          |
| 3827   | Adventures in Bikini Bottom      | 14 juin 2006     | Bob l'éponge, Patrick, Mr. Krabs, Gary                                                                     | 579          |
| 3830   | The Bikini Bottom Express        | 20 février 2008  | Bob l'éponge, Patrick, conducteur de bus                                                                   | 210          |
| 3831   | Rocket Ride                      | 20 février 2008  | Bob l'éponge (costume de cosmonaute), Patrick et Sandy Écureuil                                            | 279          |
| 3832   | The Emergency Room               | 6 octobre 2008   | Bob l'éponge, Patrick, docteur                                                                             | 236          |
| 3833   | Krusty Krab Adventures           | 28 janvier 2009  | Bob l'éponge, Patrick, Mr. Krabs                                                                           | 209          |
| 3834   | Good Neighbours at Bikini Bottom | 14 août 2009     | Bob l'éponge, Patrick, Carlo                                                                               | 425          |
| 4981   | Chum Bucket                      | 26 mars 2007     | Bob l'éponge (surpris), Sheldon Plankton, client robot, Bob robot, Karen                                   | 337          |
| 4982   | Mrs. Puff's Boating School       | 14 mai 2007      | Bob l'éponge, Patrick, Mrs. Puff                                                                           | 393          |